# Mycteromyiella phasmatophaga
Mycteromyiella phasmatophaga är en tvåvingeart som beskrevs av Crosskey 1968. Mycteromyiella phasmatophaga ingår i släktet Mycteromyiella och familjen parasitflugor. Inga underarter finns listade i Catalogue of Life.